# Yonathan Morán
Yonathan Alexis Morán Urizar (ur. 17 października 1997 w San Cristóbal Verapaz) – gwatemalski piłkarz występujący na pozycji skrzydłowego, reprezentant Gwatemali, od 2024 roku zawodnik Cobán Imperial.